# Dom Manaka w Belgradzie
Dom Manaka (serb. Manakova kuca) –  oddział Muzeum Etnograficznego w Belgradzie, miejsce przechowywania i prezentowania kolekcji etnograficznej Hristifora Crnilovicia. 
Decyzją z dnia 9 maja 1963 r. Dom Manaka został uznany za zabytek kultury o dużej wartości.

## Historia
Budynek powstał ok. 1830 roku.  Jest przykładem dawnej zabudowy Savamali, sprzed jej regulacji i rozbudowy zapoczątkowanej przez księcia Miloša Obrenovicia. Nieregularny rzut budynku wynika z dostosowania go do dawnego układu ulic. Wybudowany jest z niewypalonej cegły, dwukondygnacyjny z kamienną piwnicą. Według jednej z legend – w budynku pierwotnie mieścił się harem tureckiego agi. Inna wersja głosi, że w budynku była stacja poczty konnej księcia Miloša Obrenovicia. W latach 70. XIX wieku właścicielem budynku był Grek Manojlo Manak, który otworzył w nim karczmę i piekarnię. Mieściły się one na parterze, nad nimi, na piętrze były pomieszczenia mieszkalne. Nazwa "Dom Manaka" pochodzi od Manaka Manojlovicia, kuzyna i spadkobiercy Manojla.
W połowie lat 50. XX wieku budynek był w bardzo złym stanie. W latach 1964–1968 przeprowadzono w nim prace konserwatorskie i adaptacyjne na muzeum - miejsce przechowywania i prezentowania kolekcji Hristifora Crnilovicia. Projekt adaptacji wykonał architekt Zoran Jakovljević. W ramach prac m.in. wzmocniono fundamenty i wymieniono drewniane elementy konstrukcji. Całkowicie zachowano układ i wielkość pomieszczeń oraz stropy i schody. Elementy rekonstruowane wykonane zostały na wzór podobnych obiektów z tego samego okresu. Obecnie na piętrze mieści się wystawa stała prezentująca tradycyjne stroje ludowe i biżuterię regionu środkowych Bałkanów z XIX i pierwszej dekady XX wieku, parter przeznaczony jest na wystawy czasowe. Odbywają się tu również wydarzenia takie jak wykłady, warsztaty czy koncerty.

## Kolekcja Hristifora Crnilovića
Hristifor Crnilović - urodzony w 1886, malarz, badacz i kolekcjoner zabytków etnograficznych i przedmiotów artystycznych z regionu południowej Serbii, Kosowa, Metohiji i Macedonii. Po jego śmierci cała kolekcja została przekazana przez spadkobierców miastu Belgrad pod warunkiem zachowania jej jako całości (1963). Kolekcja obejmuje 2600 zabytków, oprócz tego duży zbiór klisz negatywowych i około 23 000 kartek z odręcznymi notatkami z prowadzonych przez Hristifora Crnilovića badań terenowych. Znaczącą i najbardziej wartościową część kolekcji stanowią stroje ludowe oraz biżuteria. Ponadto  zawiera ona przedmioty i narzędzia używane w gospodarstwach domowych takie jak naczynia, przybory do pisania, narzędzia tkackie, instrumenty muzyczne, przedmioty obrzędowe. W kolekcji jest również ok. 500 pocztówek z motywami ludowymi. 